# Éliminatoires de la Coupe du monde de football 2014 : zone Afrique, groupe E
Le groupe E du deuxième tour des éliminatoires de la coupe du monde 2014 est composé des Nigériens, des Étalons burkinabés et du Gabon. L'équipe du premier tour, qui vient compléter le groupe, est l'équipe du Congo, large vainqueur (5-0, 1-1) de Santoméens. À noter que, sur les dix groupes de qualification, c'est le seul où aucune des quatre équipes n'a participé à la Coupe du monde.

## Classement
| Rang | Équipe       | Pts | J | G | N | P | Bp | Bc | Diff |  | Résultats (▼ dom., ► ext.) |     |     |     |     |
| ---- | ------------ | --- | - | - | - | - | -- | -- | ---- |  | -------------------------- | --- | --- | --- | --- |
| 1    | Burkina Faso | 12  | 6 | 4 | 0 | 2 | 7  | 4  | +3   |  | Burkina Faso               |     | 0-3 | 1-0 | 4-0 |
| 2    | Congo        | 11  | 6 | 3 | 2 | 1 | 7  | 3  | +4   |  | Congo                      | 0-1 |     | 1-0 | 1-0 |
| 3    | Gabon        | 7   | 6 | 2 | 1 | 3 | 5  | 6  | -1   |  | Gabon                      | 1-0 | 0-0 |     | 4-1 |
| 4    | Niger        | 4   | 6 | 1 | 1 | 4 | 6  | 12 | -6   |  | Niger                      | 0-1 | 2-2 | 3-0 |     |

Le Congo, le Gabon et le Niger sont éliminés de la course à la qualification pour la Coupe du monde 2014.
Le Burkina Faso est qualifié pour le troisième tour.

## Calendrier et résultats
| 1re journée             | Burkina Faso | 0 – 3            | Congo | Stade du 4 août, Ouagadougou                        |                                                     |
| 2 juin 2012 18:00 UTC+0 |              | (sur tapis vert) |       | Spectateurs : 23 904 Arbitrage : Bouchaïb El Ahrach | Spectateurs : 23 904 Arbitrage : Bouchaïb El Ahrach |
| 2 juin 2012 18:00 UTC+0 | Rapport      |                  |       | Spectateurs : 23 904 Arbitrage : Bouchaïb El Ahrach | Spectateurs : 23 904 Arbitrage : Bouchaïb El Ahrach |

| 3 juin 2012 | Niger   | 3 – 0            | Gabon | Stade Général Seyni Kountché, Niamey             |                                                  |
| 16:00 UTC+1 |         | (sur tapis vert) |       | Spectateurs : 20 000 Arbitrage : Djamel Haimoudi | Spectateurs : 20 000 Arbitrage : Djamel Haimoudi |
| 16:00 UTC+1 | Rapport |                  |       | Spectateurs : 20 000 Arbitrage : Djamel Haimoudi | Spectateurs : 20 000 Arbitrage : Djamel Haimoudi |

| 2e journée              | Gabon       | 1 – 0 | Burkina Faso | Stade de l’Amitié Sino-Gabonaise, Libreville  |                                               |
| 9 juin 2012 15:30 UTC+1 | Ebanega 57e |       |              | Spectateurs : 23 000 Arbitrage : Ousmane Fall | Spectateurs : 23 000 Arbitrage : Ousmane Fall |
| 9 juin 2012 15:30 UTC+1 | Rapport     |       |              | Spectateurs : 23 000 Arbitrage : Ousmane Fall | Spectateurs : 23 000 Arbitrage : Ousmane Fall |

| 9 juin 2012 | Congo       | 1 – 0 | Niger | Stade municipal, Pointe-Noire                   |                                                 |
| 15:30 UTC+1 | Malonga 89e |       |       | Spectateurs : 10 500 Arbitrage : Hudu Munyemana | Spectateurs : 10 500 Arbitrage : Hudu Munyemana |
| 15:30 UTC+1 | Rapport     |       |       | Spectateurs : 10 500 Arbitrage : Hudu Munyemana | Spectateurs : 10 500 Arbitrage : Hudu Munyemana |

| 3e journée               | Burkina Faso                                        | 4 − 0 | Niger | Stade du 4 août, Ouagadougou                            |                                                         |
| 23 mars 2013 18:00 UTC+0 | Pitroipa 3e · Bancé 34e · Kaboré 77e · Nakoulma 86e |       |       | Spectateurs : 35 000 Arbitrage : Désiré Doué Noumandiez | Spectateurs : 35 000 Arbitrage : Désiré Doué Noumandiez |
| 23 mars 2013 18:00 UTC+0 | Rapport                                             |       |       | Spectateurs : 35 000 Arbitrage : Désiré Doué Noumandiez | Spectateurs : 35 000 Arbitrage : Désiré Doué Noumandiez |

| 23 mars 2013 | Congo     | 1 − 0 | Gabon | Stade municipal, Pointe-Noire                   |                                                 |
| 15:30 UTC+1  | Samba 61e |       |       | Spectateurs : 13 000 Arbitrage : Bakary Gassama | Spectateurs : 13 000 Arbitrage : Bakary Gassama |
| 15:30 UTC+1  | Rapport   |       |       | Spectateurs : 13 000 Arbitrage : Bakary Gassama | Spectateurs : 13 000 Arbitrage : Bakary Gassama |

| 4e journée              | Gabon   | 0 − 0 | Congo | Stade de Franceville, Franceville             |                                               |
| 8 juin 2013 15:30 UTC+1 |         |       |       | Spectateurs : 27 500 Arbitrage : Gehad Grisha | Spectateurs : 27 500 Arbitrage : Gehad Grisha |
| 8 juin 2013 15:30 UTC+1 | Rapport |       |       | Spectateurs : 27 500 Arbitrage : Gehad Grisha | Spectateurs : 27 500 Arbitrage : Gehad Grisha |

| 9 juin 2013 | Niger   | 0 − 1 | Burkina Faso | Stade Général Seyni Kountché, Niamey                 |                                                      |
| 16:00 UTC+1 |         |       | 80e Pitroipa | Spectateurs : 18 000 Arbitrage : Tessema Bamlak (en) | Spectateurs : 18 000 Arbitrage : Tessema Bamlak (en) |
| 16:00 UTC+1 | Rapport |       |              | Spectateurs : 18 000 Arbitrage : Tessema Bamlak (en) | Spectateurs : 18 000 Arbitrage : Tessema Bamlak (en) |

| 5e journée               | Congo   | 0 − 1 | Burkina Faso | Stade municipal, Pointe-Noire                           |                                                         |
| 15 juin 2013 15:30 UTC+1 |         |       | 38e Bancé    | Spectateurs : 13 497 Arbitrage : Rainhold Shikongo (no) | Spectateurs : 13 497 Arbitrage : Rainhold Shikongo (no) |
| 15 juin 2013 15:30 UTC+1 | Rapport |       |              | Spectateurs : 13 497 Arbitrage : Rainhold Shikongo (no) | Spectateurs : 13 497 Arbitrage : Rainhold Shikongo (no) |

| 15 juin 2013 | Gabon                                                                 | 4 − 1 | Niger      | Stade de Franceville, Franceville                |                                                  |
| 16:00 UTC+1  | P. Aubameyang 42e (pen.) 87e (pen.) 90+7e (pen.) · Ecuele-Manga 90+6e |       | 14e Seydou | Spectateurs : 12 000 Arbitrage : Samuel Chirinda | Spectateurs : 12 000 Arbitrage : Samuel Chirinda |
| 16:00 UTC+1  | Rapport                                                               |       |            | Spectateurs : 12 000 Arbitrage : Samuel Chirinda | Spectateurs : 12 000 Arbitrage : Samuel Chirinda |

| 6e journée       | Burkina Faso | 1 − 0 | Gabon |  |  |
| 6 septembre 2013 | Nakoulma 53e |       |       |  |  |
| 6 septembre 2013 | Rapport      |       |       |  |  |

| 6 septembre 2013 | Niger                      | 2 − 2 | Congo                   |  |  |
|                  | M. Cissé 35e · Kamilou 60e |       | 66e Nguessi · 76e Samba |  |  |
|                  | Rapport                    |       |                         |  |  |

## Buteurs
| Pos | Joueur                    | Pays         | Buts |
| --- | ------------------------- | ------------ | ---- |
| 1   | Pierre-Emerick Aubameyang | Gabon        | 3    |
| 2   | Aristide Bancé            | Burkina Faso | 2    |
| 2   | Préjuce Nakoulma          | Burkina Faso | 2    |
| 2   | Jonathan Pitroipa         | Burkina Faso | 2    |
| 2   | Christopher Samba         | Congo        | 2    |
| 6   | Charles Kaboré            | Burkina Faso | 1    |
| 6   | Chris Malonga             | Congo        | 1    |
| 6   | Fabrice Nguessi           | Congo        | 1    |
| 6   | Rémy Ebanega              | Gabon        | 1    |
| 6   | Bruno Ecuele Manga        | Gabon        | 1    |
| 6   | Yacouba Ali               | Niger        | 1    |
| 6   | Mahamane Cissé            | Niger        | 1    |
| 6   | Daouda Kamilou            | Niger        | 1    |